# Pont-en-Royans
Pont-en-Royans [pɔ̃t‿ɑ̃ ʁwajɑ̃] ist ein Dorf und eine Gemeinde im französischen Département Isère in der Region Auvergne-Rhône-Alpes. Die Gemeinde liegt auf etwa 210 Metern Höhe und hat 809 Einwohner (Stand 1. Januar 2022). Die Einwohner nennen sich Ponténois(es).

## Geographie

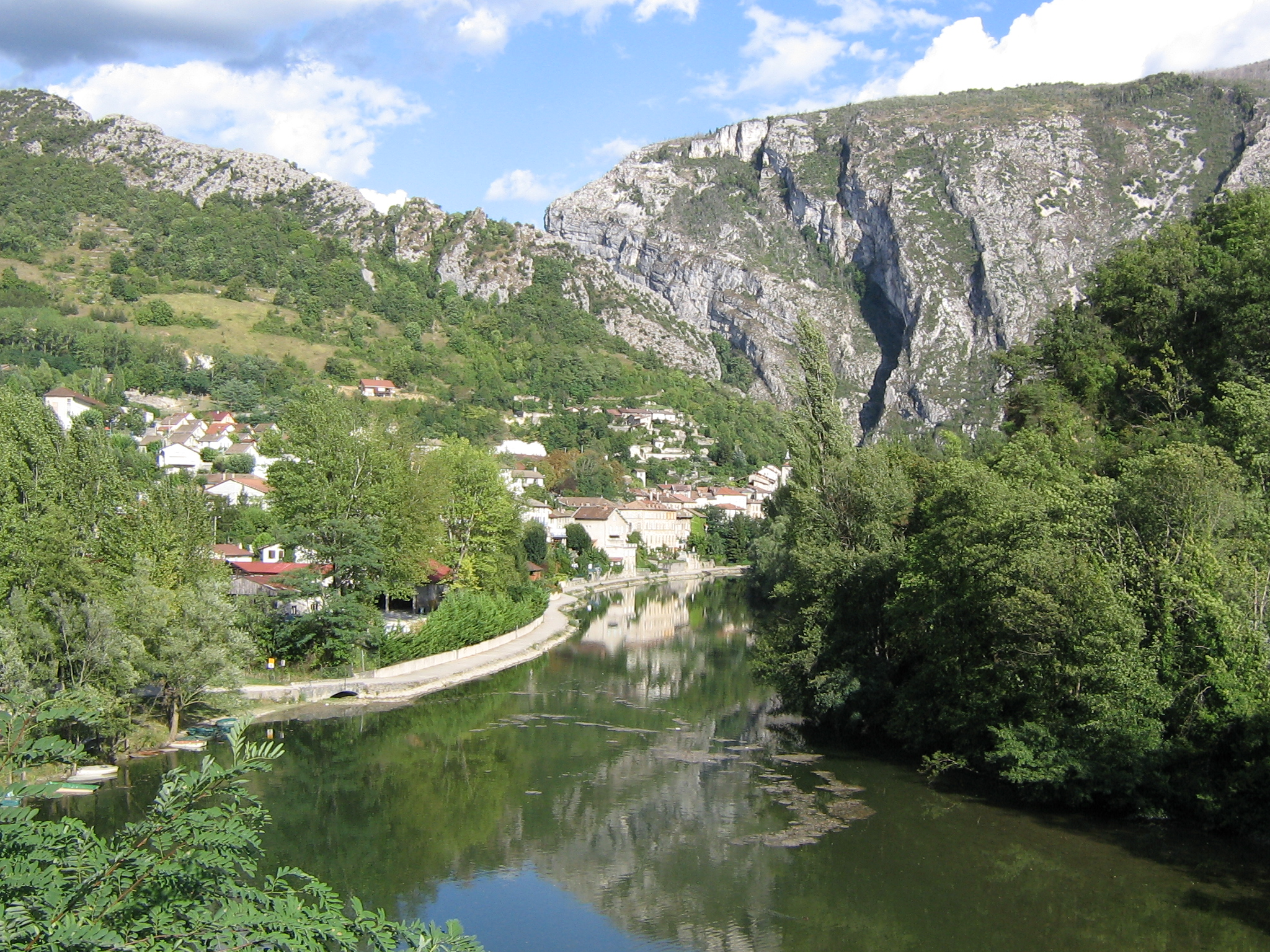
Die Bourne in Pont-en-Royans

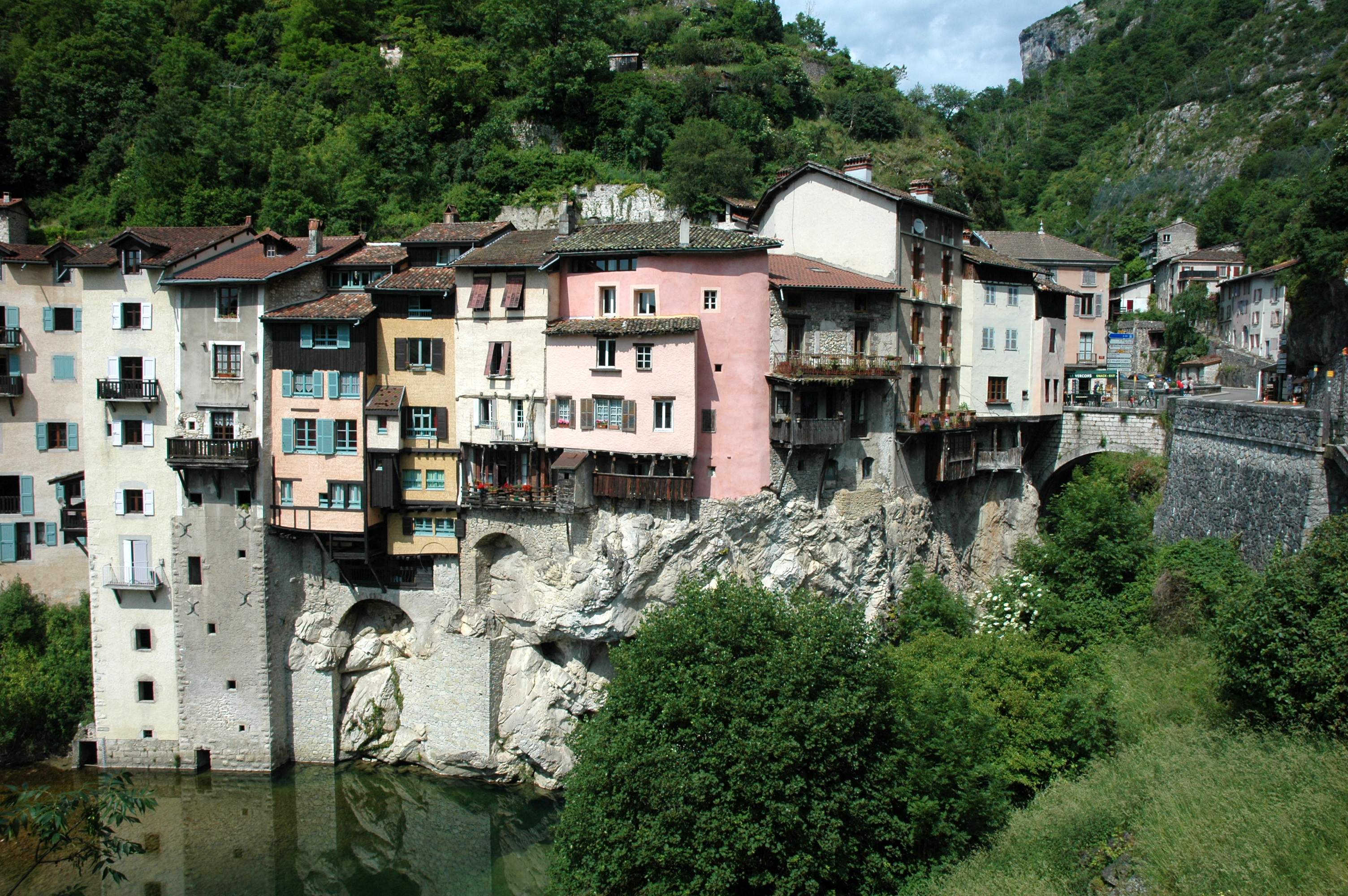
Maisons suspendues

Die Gemeinde liegt am westlichen Rand des Vercors in der Naturregion Royans an der Mündung der Vernaison in die Bourne, einem Nebenfluss der Isère. Höchster Punkt der Gemeinde ist der 786 Meter hohe Mont-Baret. Das Gemeindegebiet gehört zum Regionalen Naturpark Vercors.

## Geschichte
Als sich Frankreich im Zweiten Weltkrieg unter deutscher Besatzung befand, führte der örtliche Bürgermeister Louis Brun als Bergführer die Kämpfer der Résistance auf den Berghof Ferme d’Ambel und half so, den ersten Stützpunkt des Widerstands im Vercors aufzubauen.

## Bevölkerung
| Jahr                       | 1962 | 1968 | 1975 | 1982 | 1990 | 1999 |
| -------------------------- | ---- | ---- | ---- | ---- | ---- | ---- |
| Einwohner                  | 1126 | 1132 | 1094 | 1051 | 879  | 917  |
| Quellen: Cassini und INSEE |      |      |      |      |      |      |

## Sehenswürdigkeiten
- Maisons suspendues (hängende Häuser) über der Bourne
- Reste der Burg aus dem 13. Jahrhundert
- Romanische Kirche Saints-Pierre-et-Paul
- Uhrturm

## Verkehr
Der Ort liegt an der Kreuzung der ehemaligen Nationalstraßen N 518 und N 531, die 1973 zu den Departementsstraßen D 518 und D 531 abgestuft wurden. Nächste Autobahn ist die A 49 mit den Anschlussstellen 8 (La Baume-d’Hostun) und 9 (Saint-Marcellin).